# Sociedade Esportiva e Recreativa São José
A Sociedade Esportiva e Recreativa São José é um clube brasileiro de futebol da cidade de Macapá, capital do estado do Amapá. O clube foi fundado por Messias do Espirito Santo, um Oficial de Justiça do Fórum de Macapá, capital do então Território Federal do Amapá (TFA), com objetivo de participar oficialmente do esporte regional.
O clube ainda possui uma boa estrutura para a prática de futebol, voleibol, handebol e basquetebol. Dentro do futebol profissional amapaense, o São José e o Ypiranga Clube fazem o maior clássico do Estado (Derby Macapaense)

## História
A história do São José se divide em cinco fases:
- De 1947 a 1957, onde participou dos campeonatos e torneios, considerado um clube modesto, tendo sua sede social na esquina da Av. Presidente Vargas com a Rua Leopoldo Machado, no bairro da Favela, hoje bairro Central.

- De 1975 até 1988, quando conquistou campeonatos, inclusive, um invicto, no futebol, contando com um grande elenco de jogadores craques, muitos deles, cedidos para clubes de outras unidades da nossa federação brasileira;

- De 1988 até 1990, quando parou suas atividades no futebol, em virtude de dificuldades internas e externas. Essa última resultante de um difícil relacionamento com a federação de Esporte Local;

- De 1993 até 1995, quando era Presidente o Sr. Francisco Odilon Filho e Vice Presidente o Sr. Haroldo Pinto Pereira, o São José conquistou um único titulo de Campeão de Profissionais do clube, na modalidade de Futebol de Campo;

- De 1995 até 1996. voltada para construção das instalações físicas de sua sede social, com muitas dificuldades, hoje situada na Av. Nações Unidas, nº 564 no bairro moreno da cidade de Macapá, AP, também chamado de Julião Ramos e ou Laguinho;

- De 1996 até 2002, com sua gestão administrativa sob a responsabilidade do jovem empresário Otaciano Bento Pereira Júnior que recebeu da gestão anterior uma infra-estrutura física da sede social, numa área de 2.400m².

## Curiosidades
- O Clube possui três torcidas organizadas, dentre elas: Pitbull Feroz, Diabólica e Fúria Tricolor;
- A CBB (Confederação Brasileira de Basquetebol), através dos departamentos técnicos e de divulgação (Imprensa e relações públicas) vai dar destaque para o feito do atleta amapaense Douglas, do São José, que marcou 100 pontos, em um jogo só;

- A FAB (Federação Amapaense de Basquetebol) comunicou a ocorrência á CBB, que está verificando as estatísticas para apurar se o recorde amapaense também é brasileiro para fazer o devido destaque em caráter nacional;

- Em 1975 São José X Santana - Juiz Walter Luiz Moura Palha. São José 1 X 0 o juiz expulsou um jogador do Santana , pouco depois expulsou mais outro jogador, depois São José fez 2 X 0, o juiz expulsou mais outro e depois São José fez 3 X 0 faltava 20 minutos para acabar a partida com apenas 8 jogadores não se contendo o juiz expulsou o 4º jogador e acabou a partida, porque não podia continuar com apenas 7 jogadores. Curiosidade, é que os 3 gols foram marcados por 1 jogador do São José que, ironicamente, se chamava "Santana";

- Em um dos campeonatos regionais, o Tricolor teria perdido os pontos por W.O, contra o Macapá, inclusive já com a decisão da arbitragem. Muito após o fato, chegaram ao campo (7) sete jogadores. E por sugestão da Diretoria do Macapá pediu ao árbitro para realizar a partida, o que foi aceito. No 1º tempo o Macapá marcou 2 gols e, já no 2º tempo chegaram mais 2 jogadores, que logo entraram em campo. Caindo uma forte chuva, o São José cresceu em campo com lances bem concluídos, já nos últimos minutos, fez 3 gols, chegando a uma vitória digna de sua história.

- O clube que surgiu eminentemente de uma classe pobre da população seu fundador, Messias do Espirito Santo, ao escolher o nome do clube como o mesmo do padroeiro da cidade conseguiu rapidamente a simpatia da maioria dos torcedores da longínquo povoado da cidade de Macapá, isto ocorreu no dia vinte e seis por isto o clube é carinhosamente denominado de o mais querido do Estado do Amapá;

- Quando o São José foi criado a sua primeira sede era no bairro da Favela, atual bairro Central, situada na Av. Presidente Vargas com a Rua Leopoldo Machado, após alguns anos foi transferida para o bairro moreno da cidade, onde as primeiras equipes do São José eram todas formadas quase que na sua totalidade por atletas de cor negra;

- No início do século com a abolição da escravatura em alguns estados a discriminação era muito forte e especificamente em Macapá, os negros foram deslocados para o bairro na época conhecido como bairro do Laguinho, que era na sua maioria composto por negros, que hoje se chama bairro do Laguinho.

- Em 2010, o clube realizou uma das maiores façanhas do futebol amapaense: A equipe elimina a equipe do América de Natal pela Copa do Brasil 2010, em pleno Machadão, ao vencê-lo por 1 a 0, com um gol do atacante Jean Marabaixo.

## Títulos
| Estaduais | Estaduais            | Estaduais | Estaduais                           |
|           | Competição           | Títulos   | Temporadas                          |
| --------- | -------------------- | --------- | ----------------------------------- |
|           | Campeonato Amapaense | 6         | 1970, 1971, 1993, 2005, 2006 e 2009 |

### Campanhas de destaque
- Vice-Campeonato Amapaense: 1972[2]

1997, 2001, 2004 e 2008.

## Histórico em competições oficiais
1994 - Copa do Brasil (Oitavas-de-final): 0-0 2-3 Linhares-ES
2002 - Copa Norte(Primeira fase)
2006 - Copa do Brasil (Primeira Fase): 0-0 3-0 CRB-AL
2005 - Campeonato Brasileiro Série C (Primeira fase)
2007 - Copa do Brasil (Primeira fase): 0-1 2-2 Paysandu-PA
2008 - Copa do Brasil (Segunda fase): 0-1 0-7 Goiás-GO

## Outras modalidades
- Basquete
- Copa Norte:Campeão (2011) e vice-campeão (2010).
- Campeonato Amapaense: Campeão (2011)

## Desempenho em Competições

### Participações
|  | Participações em 2025 |

| Competição        | Competição     | Temporadas         | Melhor campanha         | Estreia | Última | P | R |
| Amapá             | Amapazão       | 29                 | Campeão (6 vezes)       | 1950    | 2026   |   | – |
| Amapá             | Série B        | 1                  | Vice-campeão (2025)     | 2025    | 2025   | 1 |   |
|                   | Copa Norte     | 1                  | 16º colocado (2002)     | 2002    | 2002   |   |   |
| Copão da Amazônia | 1              | 5º colocado (1977) | 1977                    | 1977    |        |   |   |
| Brasil            | Série C        | 1                  | 51º colocado (2005)     | 2005    | 2005   | – | – |
| Brasil            | Copa do Brasil | 4                  | Oitavas de Final (1994) | 1994    | 2010   |   |   |

### Campeonato Amapaense - 1ª Divisão
| Ano  | 1950 | 1951 | 1952 | 1953 | 1954 | 1955 | 1956 | 1957 | 1958 | 1959 |
| ---- | ---- | ---- | ---- | ---- | ---- | ---- | ---- | ---- | ---- | ---- |
| Pos. | ?º   | ?º   | —    | —    | —    | —    | —    | ?º   | —    | ?º   |
| Ano  | 1960 | 1961 | 1962 | 1963 | 1964 | 1965 | 1966 | 1967 | 1968 | 1969 |
| Pos. | —    | —    | —    | —    | —    | —    | —    | ?º   | —    | —    |
| Ano  | 1970 | 1971 | 1972 | 1973 | 1974 | 1975 | 1976 | 1977 | 1978 | 1979 |
| Pos. | 1º   | 1º   | 1º   | ?º   | —    | ?º   | ?º   | ?º   | ?º   | —    |
| Ano  | 1980 | 1981 | 1982 | 1983 | 1984 | 1985 | 1986 | 1987 | 1988 | 1989 |
| Pos. | —    | —    | —    | —    | —    | —    | —    | —    | —    | —    |
| Ano  | 1990 | 1991 | 1992 | 1993 | 1994 | 1995 | 1996 | 1997 | 1998 | 1999 |
| Pos. | —    | —    | —    | 1º   | 3º   | —    | —    | 2º   | —    | —    |
| Ano  | 2000 | 2001 | 2002 | 2003 | 2004 | 2005 | 2006 | 2007 | 2008 | 2009 |
| Pos. | —    | 2º   | 4º   | —    | 1º   | 1º   | 1º   | 3º   | 2º   | 1º   |
| Ano  | 2010 | 2011 | 2012 | 2013 | 2014 | 2015 | 2016 | 2017 | 2018 | 2019 |
| Pos. | —    | 6º   | 5º   | 7º   | —    | 7º   | —    | —    | —    | —    |
| Ano  | 2020 |      |      |      |      |      |      |      |      |      |
| Pos. | —    |      |      |      |      |      |      |      |      |      |

### Copa Norte
| Ano  | 2002 |
| ---- | ---- |
| Pos. | 16º  |

### Torneio da Integração da Amazônia
| Ano  | 1977 |
| ---- | ---- |
| Pos. | 5º   |

### Campeonato Brasileiro - Série C
| Ano  | 2005 |
| ---- | ---- |
| Pos. | 51º  |

### Copa do Brasil
| Ano  | 1994 | 2006 | 2007 | 2010 |
| ---- | ---- | ---- | ---- | ---- |
| Pos. | 14º  | 61º  | 43º  | 30º  |